# لوسوکسانترون
لوسوکسانترون (به انگلیسی: Losoxantrone) (بیانترازول) یک عامل ضدسرطان آنتراکینون آنتراپیرازولی و آنالوگی از میتوکسانترون محسوب می‌شود. همچنین گاهی اوقات با عنوان DuP 941 نیز شناخته می‌شود.